# ガルダ (ストリートファイター)
ガルダ（Garuda）は、カプコン、アリカの対戦型格闘ゲーム『ストリートファイターEX』シリーズ、およびアリカの対戦型格闘ゲーム『ファイティングEXレイヤー』に登場する架空の人物。

## 概要
本シリーズにおけるボス格のキャラクター。初登場の『EX』では乱入CPU専用キャラクターとして登場する。『EX PLUS』からプレイヤーキャラクターとしても登場する。ベガの登場していない『EX2』のみ最終ボス、『EX2 PLUS』以降はサガットと並ぶ中ボスとして登場している。
戦う相手によって姿が異なるという設定があるが、本シリーズでは鎧武者のような外見に統一されており、全身から刃を出して戦う。殺意の波動の関連人物や鬼人などと称されているが、正体はいっさい不明。
『ストリートファイターV』の公式ホームページ「シャドルー格闘家研究所」の「キャラ図鑑」にて新たな個人プロフィールが明かされた。プロフィール内容はすべて不明のままだが、殺意の波動やサイコパワーのような闇のエネルギーが渦巻く世界に住んでおり、負の感情や怒りなどの「闇のエネルギー」そのもので、殺意の波動に取り込まれてしまった格闘家たちの魂を背負って生きる鬼人であること、そして鬼人になる以前はある村を救った英雄であったことが明かされている。
『ファイティングEXレイヤー』では、戦国時代から続く、死してなお戦いを求める武人の無念や執念が生んだ「鬼人」と呼ばれる存在とされている。かつてハヤテの先祖により封印されており豪者の波動により復活したが、それをハヤテが自らの体に封念していた。その後、カイリが放つ強者怨を吸収したことで再び封念を破り復活した。その他にもドクトリン・ダーク、ダラン・マイスター、アレン・スナイダーなどの格闘家とも関連性を持つ。

## ゲーム上の特徴
攻撃力が高く、多段の必殺技を多く持ち、相手の体力を削ることに長けている。隙の大きい技も多く、ジャンプスピードが遅いうえに軌道が高い。また、体格が大きいので相手の攻撃を喰らい易いがそれを差し置いても非常に強力なキャラクターである。
『EX2』〜『EX2 PLUS』では簡単で高威力なエクセルを持つ。『EX3』ではエクセルが削除されたものの全キャラクター中でモメンタリーコンボを最も発動させやすく、「襲牙」→「鬼斬」のモメンタリーコンボ絡みの連続技はスーパーコンボに匹敵するほどの威力を誇る。

## 各種技の解説

### 通常技
ここでは『ストEX PLUS α』での技名称を掲載。なお、立ち状態の遠近およびジャンプ状態の垂斜の区別はない。
| 操作     | 立ち | しゃがみ | ジャンプ |
| -------- | ---- | -------- | -------- |
| 弱パンチ | 爪   | 迅       | 蛇       |
| 中パンチ | 牙   | 狩       | 竜       |
| 強パンチ | 刀   | 叫       | 鬼       |
| 弱キック | 槍   | 蹴       | 雀       |
| 中キック | 巧   | 滅       | 鷲       |
| 強キック | 凪   | 戒       | 燕       |

### 投げ技
殺牙（さつが）
頭から刃を出して、その頭で相手を持ち上げて、多数の刃で串刺しにする。技後の間合いがあまり開かないので起き攻めを仕掛けやすい。
翔鬼（しょうき）
相手を持ち、空中で放物線を描くように大きく旋回して叩きつけるバックドロップのような技。技後は互いの位置が入れ替わる。
襲鬼（しゅうき）
「翔鬼」の空中版。

### 特殊技
斬鬼（ざんき）
ショルダータックルからストレートパンチを放つ。1段目のショルダータックルは飛び道具を打ち消す効果がある。
狂蛇（きょうじゃ）
浮き上がりながら3回の蹴りを放つ。技後は後方に跳ねる。
舞（ぶ）
あぐらの体勢で回転しながら前へ進む移動技。中断も可。
砕牙（さいが）
ガードブレイクまたはハードアタック技。前方に倒れ込むように頭から刃を突き出す。

### 必殺技
鬼斬（きざん）
手足から刃を出して回転して攻撃する対空技。無敵時間は短いが、引き付けて強で出せば10ヒットするので強力。
襲牙（しゅうが）
刃を前に突き出して攻撃する技。発生が速いうえに隙が少なく、これを使ったエクセルが強烈な威力でガルダの主戦力となる技。
雷牙（らいが）
刃を左右斜め上に突き出して攻撃する対空技。対空としては「鬼斬」のほうが強力。『EXレイヤー』では使用しない。
蛇斬（じゃざん）
空中に飛んだ後、垂直に降下して、肩から出した刃で攻撃する技。奇襲に使えるが、発生がかなり遅いうえに技後の隙が非常に大きいのでリスクが高い。
轟牙（ごうが）
前へ突進し、頭の刃で攻撃する技。突進して倒れたときの隙が大きいが、スーパーキャンセルやキャンセルブレイクをすれば隙を無くせる。
幻（げん）
CPU専用のカウンター技。単発の攻撃を受けた瞬間に相手の上空に瞬間移動して、「蛇斬」を繰り出す。プレイヤーが使えるのはPlayStation版『EX plus α』の隠しキャラクターとして登場したボス仕様版ガルダのみ。通常のカウンター技と違い、技を喰らっている最中にも発動可能でリバーサル扱いなので相手のガードが間に合わない場合が多い。
嵐斬（らんざん）
『EX3』で追加された技。うずくまった状態で背中から刃を出して攻撃する。発生が速く、技後の隙が少ないのでゲージを溜める手段には使える。『EXレイヤー』では使用しない。

### スーパーコンボ
鬼燕舞（きえんぶ）
背中から垂直に刃を出し、コマのように回転しながら攻撃する技。空中でも発動可能。地上では発動中でも前後に自由に移動できる。また軸移動も可能。空中版は主に「鬼燕翔」からの追撃に使う。
鬼燕翔（きえんしょう）
『EX plus』から追加。体から刃を出して飛び上がる対空技。レバガチャで僅かだがヒット数を増やせる。「襲牙」からスーパーキャンセルでつなげるのが強力。
蒼魂弾（そうこんだん）
『EX2』から追加。青白い炎の玉を体の周りに浮かばせた後に放つ飛び道具技。溜めが可能で、溜め中に相手にヒットしたからといって発射されない。対空技としても使える。
凶刃旋襲（きょうじんせんしゅう）
『EX2 PLUS』から追加。刀を使って相手に斬りかかるメテオコンボ。技の発動後、2種の追加入力がある。構成はハヤテの「烈震鎌鼬」→「雷斬翔」→「旋陽炎・極」と同一となっている。

## 登場作品
- 対戦型格闘ゲーム
  - 『ストリートファイターEX』シリーズ（全作品）
  - 『ファイティングEXレイヤー』

## 担当声優
- 細井治（『ストリートファイターEX』シリーズ）
- 狭川尚紀（『ファイティングEXレイヤー』）